# Bau (албум)
Bau је студијски албум италијанске певачице Мине из 2006.

## Списак пјесама
1. Mogol Battisti — 4:04
2. Sull'Orient Express — 3:48
3. Johnny scarpe gialle — 4:54
4. Nessun altro mai — 4:32
5. Alibi — 3:42
6. Per poco che sia — 3:29
7. The End — 3:47
8. Un uomo che mi ama — 6:18
9. L'amore viene e se ne va — 4:35
10. Fai la tua vita — 5:05
11. Inevitabile — 4:48
12. Come te lo devo dire — 4:50
13. Datemi della musica — 5:38

## Позиције на листама
| Листа (2006—2007)   | Највиша позиција |
| ------------------- | ---------------- |
| Грчка (IFPI Greece) | 42               |
| Италија (FIMI)      | 5                |

## Сертификације и продаја
| Држава         | Сертификација | Продаја |
| -------------- | ------------- | ------- |
| Италија (FIMI) | 2x Платински  | 160.000 |